# Nindorf (Bleckede)
Nindorf (niederdeutsch Nindörp) ist ein Dorf und Teil des Ortsteiles Göddingen der Stadt Bleckede in Niedersachsen.

## Geographie
Der Ort liegt drei Kilometer südöstlich von Bleckede.

## Geschichte
Für das Jahr 1848 wird angegeben, dass Nindorf neun Wohngebäude hatte, in denen 74 Einwohner lebten. Zu der Zeit war der Ort nach Bleckede eingepfarrt, die Schule befand sich in Alt-Wendischthun. Ab 1895 war Nindorf an die Bleckeder Kreisbahn angeschlossen.
Am 1. Dezember 1910 hatte Nindorf im Kreis Bleckede 63 Einwohner. 1928/29 wurde Nindorf als selbständige Gemeinde aufgelöst und nach Göddingen eingemeindet.